# Gârnic
Gârnic é uma comuna romena localizada no distrito de Caraș-Severin, na região de Banato. A comuna possui uma área de 36.62 km² e sua população era de 1425 habitantes segundo o censo de 2007.
É uma das poucas vilas checas que restam em Banato. Localiza-se perto do Parque Nacional Cheile Nerei, na proximidade da Garganta do Danúbio no oeste da Roménia. 
Realiza-se anualmente o festival de música "Rocker’s Challenge Gârnic".